# Gaston Roussel
Pour les articles homonymes, voir Roussel et Gaston Roussel (homonymie).
Le chanoine Gaston Roussel, né le 7 mars 1913 à Saint-Denis-en-Val (Loiret) et mort le 19 décembre 1985 au Port-Marly (Yvelines), est un prêtre catholique français et un musicien.

## Biographie
Né le 7 mars 1913 à Saint-Denis-en-Val dans le Loiret, il fait ses études au petit séminaire de Marines (Val-d'Oise) puis il rentre au grand séminaire de Versailles. Il est ordonné prêtre par Benjamin-Octave Roland-Gosselin le 29 juin 1938.
Nommé professeur au collège Saint-Charles de Juvisy en 1938, il est appelé sous les drapeaux au déclenchement de la guerre. Reprenant son poste de professeur, puis vicaire à Saint-Romain de Sèvres entre 1941 et 1945, il s'implique dans la résistance : il obtient la Croix de guerre 1939-1945, la médaille de la Résistance, la Croix du combattant volontaire, et la médaille des évadés. Au sortir de la guerre, il est nommé à Saint-Symphorien de Versailles et prend la direction de la revue La Musique Sacrée - l'Organiste fonction qu'il occupe jusqu'en 1968.
Quittant Saint-Symphorien, il est nommé maître de chapelle de la cathédrale Saint-Louis de Versailles, fonction qu'il occupe jusqu'en 1965. Il s'implique dans les chœurs d'enfants et devient vice-président du comité national des « Pueri Cantores » entre 1952 et 1964.
Il obtient en 1961 que la chapelle royale du château de Versailles, dont il fut nommé chapelain, fût rouverte au culte catholique : il y trouve un orgue propre à lui permettre de donner la mesure de son talent d'interprète et de compositeur, mais aussi de faire de la chapelle l'un des lieux de résistance aux changements liturgiques et dogmatiques qui secouèrent l’Église en France dans les années qui suivirent le concile Vatican II.
Connu pour son gaullisme et son traditionalisme, il est proposé par Georges Pompidou, pour être archevêque de Strasbourg.
Il est nommé curé de Saint-Louis du Port-Marly en 1965.
Il est aussi président de l'association des chœurs et organistes liturgiques de France (ACOLF) 1965-75

## Œuvre musicale
Son œuvre musicale est importante :
L'engagement musical du chanoine Roussel commence dès sa nomination à Sèvres en 1941 (à 28 ans) lorsqu'il fonde sa chorale. En 1947, à la cathédrale Saint-Louis, il se trouve à la tête d'une formation de 150 choristes en qualité de maître de chapelle. Élève de Pierson puis de Léonce de Saint-Martin (organiste titulaire de Notre-Dame de Paris), le chanoine fut également un organiste de talent. En plus de son ministère et de ses charges diverses, il consacrait chaque jour plusieurs heures de travail aux claviers. Il est également l'auteur de nombreuses compositions, harmonisations et orchestrations et avait travaillé à la restitution d'œuvres oubliées notamment de Michel-Richard Delalande.

### Discographie
- Noël à la cathédrale de Versailles : Office du Matin avec la Messe de Noël de Marc-Antoine Charpentier, Office du Soir avec l'O mysterium et le Christe Redemptor de Michel-Richard Delalande (disque 33 tours, Studio SM 33-03), 1953.
- Versailles, musique sacrée dans la Chapelle du Roy : Requiem aeternam, Eustache du Cauroy (réalisation : Emile Martin), Venite Exultemus, Michel-Richard Delalande (réalisation : Gaston Roussel), Pange Lingua, André Campra (révision et réalisation : Joachim et Elisabeth Havard de la Montagne), Orchestre de chambre de Versailles et Chœurs de la cathédrale Saint-Louis sous la direction de Gaston Roussel, avec Anahit Fonatana (soprano), Bernard Demigny (baryton), Denise Chirat (orgue), André Delmotte (trompette). Disque 33 tours, Studio SM 33-06, 1954.
- Les grandes heures de la Chapelle royale de Versailles, soirée de Noël : Première Symphonie de Noël, Michel-Richard Delalande (réalisation : Gaston Roussel), 2 Noëls anciens pour l'orgue, Louis-Claude Daquin, Messe de Minuit sur des airs de Noël (Kyrie, Gloria, Sanctus, Agnus Dei), Marc-Antoine Charpentier, Chœurs de la cathédrale de Versailles sous la direction de Gaston Roussel, avec Geneviève Le Secq (orgue) et Denise Chirat (orgue dans Daquin). Disque 33 tours, Pathé DTX 311 mono, ASTX 127 stéréo, 1961.

## Œuvre littéraire
- Classicisme musical français et piété chrétienne, Lethielleux, 1961
- Les petits neveux du curé de Cucugnan, Téqui, 1976
- La Circonfusion, Téqui,
- De l’immobilisme à la girouettomanie, Téqui
- L’étrange silence des cathédrales compte d'auteur, 1979
- L’Église du sourire, compte d'auteur
- Dialogue pour la saison d’automne, compte d'auteur, 1981.